# Azotat de mercur (II)
Azotatul de mercur (II) este o sare a mercurului divalent cu acidul azotic cu formula Hg(NO3)2. Substanța este toxică și incoloră sau mai rar albă, și a fost utilizată la tratarea lânii sau a altor fibre animale pentru mărirea capacității de piuare (în engleză acest procedeu se numește 'carroting'). 
Expresia 'nebun la cap' este asociată cu boala psihologică adusă de către expunerea excesivă la azotatul de mercur. . 

## Preparare
Azotatul mercuric poate fi fabricat prin reacția dintre acidul azotic concentrat cu mercurul metalic. Dacă reacția are loc când acidul azotic este diluat, produsul de reacție va fi azotatul mercuros. Acesta este un agent oxidant.